# Айсен (провинция)
Провинция Айсен  (исп. Provincia de Aysén) — провинция в Чили в составе области Айсен-дель-Хенераль-Карлос-Ибаньес-дель-Кампо. 
Включает в себя 3 коммуны.
Территория — 46 588 км². Население — 32 319 человек (2017). Плотность населения — 0.69 чел./км².
Административный центр — Пуэрто-Айсен.

## География
Провинция расположена на северо-западе области Айсен-дель-Хенераль-Карлос-Ибаньес-дель-Кампо.
Провинция граничит:
- на севере — провинции Палена и Чилоэ
- на востоке — провинции Койайке и Хенераль-Каррера
- на юге — провинция Капитан-Прат
- на западе — Тихий океан

Административно провинции принадлежит крупный архипелаг Чонос.

## Административное деление
Провинция включает в себя 3 коммуны:
- Айсен. Админ.центр — Айсен.
- Сиснес. Админ.центр — Сиснес.
- Гуайтекас. Админ.центр — Гуайтекас.